# Назарова Наталія Іванівна
Наталія Іванівна Назарова (28 червня 1949 , Алмати  — 17 березня 2022 , Москва ) — радянська актриса театру і кіно. Заслужена артистка РРФСР (1988).

## Біографія
У 1972 році Наталія Назарова закінчила школу-студію МХАТ, курс Павла Массальского) і вступила до трупи Московського художнього театру. Серед театральних ролей: Аня («Сталевари»), Альдонса («Дульсінея Тобоська»), Нюра («Старий Новий рік»), Ніч («Синій птах»), Юля («Останній шанс»), Віра («Качине полювання»), Ольга і Калерія («Дачники»), Євпраксеюшка («Пани Головльови»).
З 1972 року Наталія Назарова часто знімалася в кіно. Серед найкращих її кіноробіт: Вірочка («Незакінчена п'єса для механічного піаніно»), Тамара («Молода дружина»), Нюра («Старий Новий рік»), Люся («Улюблена жінка механіка Гаврилова»), Ніна Іванова («Міс мільйонерка»).
Брала участь разом з Юрієм Богатирьовим у дитячій передачі «Будильник» (1984).
У 1989 році в провулку поряд з будинком на Наталю Назарову напав невідомий чоловік, ударив по голові важким предметом. Міліції не вдалося знайти злочинця. Актриса майже рік провела в лікарні, на ґрунті черепно-мозкової травми розвинулася шизофренія. Назарову звільнили з МХТ імені Чехова через душевну хворобу. Актриса стала інвалідом другої групи. Знаходиться під постійним наглядом лікарів.
30 червня 2010 року була героїнею ток-шоу Андрія Малахова «Пусть говорят».
Померла 17 березня 2022 року.

## Фільмографія
- 1971 — 12 стільців — екскурсантка в клубі
- 1973 — Любити людину — гостя
- 1972 — Людина на своєму місці — секретарка Тетяна
- 1975 — Раба кохання — актриса в німому фільмі
- 1976 — Сентиментальний роман — Ліза
- 1977 — Поклич мене в далечінь світлу — Наташа, гостя в ресторані
- 1977 — Незакінчена п'єса для механічного піаніно — Вірочка
- 1977 — Майже смішна історія — сусідка Мєшкова
- 1978 — Зав'ялівські диваки — Нюра
- 1978 — Ліки проти страху — Пачкаліна
- 1978 — Молода дружина — Тамара
- 1978 — Сибіріада — невістка Соломіних
- 1979 — За даними карного розшуку — дружина Кравцова
- 1980 — Нічна пригода — Зінаїда Павлівна Симукова, співмешканка Воронова
- 1980 — Остання втеча — Вдовина, мати Едіка
- 1980 — Старий Новий рік — Нюра
- 1980 — Таємне голосування — Березовська
- 1981 — Кохана жінка механіка Гаврилова — Люся
- 1984 — Злий хлопчик
- 1987 — Забави молодих — Марія Гаврилівна
- 1987 — Син — Журчин
- 1987 — Шантажист — Люба, актриса
- 1987 — Цей фантастичний світ. Фільм дванадцятий: З роботами не жартують — робопсихолог Сьюзен Келвін
- 1988 — Неділя, пів на сьому — завідувачка палітурної майстерні
- 1988 — Лялечка — мати Тані
- 1988 — Міс мільйонерка — Ніна Іванова
- 1988 — Важко перші сто років — мати Варі

## Телебачення
Знялася в декількох випусках дитячої телепрограми «Будильник»:
- за оповіданнями Михайла Зощенка (1984) — Льоля;
- за оповіданнями Антона Чехова — різні ролі;
- за віршами Агнії Барто (1986) — різні ролі.